# Pusher Love Girl
„Pusher Love Girl” este un cântec înregistrat de compozitorul și cântărețul american Justin Timberlake pentru al treilea lui album de studio, The 20/20 Experience (2013). Timberlake a scris și produs cântecul împreună cu Timothy „Timbaland” Mosley și Jerome „J-Roc Harmon”, cu ajutorul lui James Fauntleroy. Cântecul este o odă pentru efectele sufocante a dragostei și a sexului. Pusher Love Girl este un cântec R&B slow-tempo care trece prin mai multe stiluri muzicale în timpul celor nouă minute ale melodiei. Cântecul este deschis de o orchestră înainte de a intra în partea funky și se încheie cu un outro în care Timberlake face rap comparând narcoticele cu jumătatea lui. 
„Pusher Love Girl” a primit în general păreri pozitive din partea criticilor muzicali, majoritatea dintre ei considerând-o cea mai buna piesă de pe The 20/20 Experience. Câțiva critici nu au fost prea încântați de versuri și lungimea cântecului. După lansarea The 20/20 Experience, datorită descărcărilor digitale numeroase, a ajuns pe locul al 15-lea în topul din Coreea de Sud, locul 64 în Billboard Hot 100 și locul 122 în UK Singles Chart.
Timberlake a interpretat pentru prima dată „Pusher Love Girl” în timpului concertului lui de pe Direct TV Super Night în februarie 2013, unde și-a anunțat întoarcerea. A interpretat cântecul și la a 55-a ediție a Premiilor Grammy și la Late Night with Jimmy Fallon. Timberlake a interpretat cântecul și în timpul turneelor Legends of the Summer Tour (2013) și The 20/20 Experience World Tour (2013-2014). La a 56-a ediție a Premiilor Grammy (2014), „Pusher Love Girl” a câștigat premiul pentru Cel mai bun cântec R&B.

## Topuri
| Topuri (2013)                          | Poziție de top |
| -------------------------------------- | -------------- |
| Coreea de Sud (Gaon)                   | 15             |
| UK Singles (Official Charts Company)   | 122            |
| UK R&B Chart (Official Charts Company) | 20             |
| US Billboard Hot 100                   | 64             |
| US Hot R&B/Hip-Hop Songs (Billboard)   | 21             |

## Premii
| Ceremonie                        | An   | Premiu                 | Rezultat | Ref.  |
| -------------------------------- | ---- | ---------------------- | -------- | ----- |
| A 56-a ediție a Premiilor Grammy | 2014 | Cel mai bun cântec R&B | Câștigat | [ 7 ] |